# Вестланн
Вестланн (норв. Vestlandet) — південно-західний регіон Норвегії.
У районі сконцентровано приблизно 25 % населення країни.
Між Ставангером і Крістіансунном є 12 великих фіордів.
Розвиток сільського господарства обмежений через гірський рельєф фіордів і скелястих островів.
Хліборобство поширене в долинах річок і ділянках терас уздовж фіордів. У цих місцях в умовах морського клімату розташовані широкі пасовища, а в деяких приморських районах — плодові сади.
Порти південно-західної Норвегії, зокрема Олесунн, є базами зимового промислу оселедця. По всій території району розташовані металургійні і хімічні заводи, які використовують багаті ресурси гідроенергії. Берген є головним центром обробної промисловості району. У цьому місті і сусідніх селищах є машинобудівні, борошномельні і текстильні підприємства. З 1970-х років Ставангер, Саннес і Сула є основними центрами, у яких підтримують інфраструктуру видобутку нафти і газу на шельфі Північного моря, тут є нафтопереробні підприємства.